# آرتسرونی قالومیان
آرتسرونی سورنی قالومیان (ارمنی: Արծրունի Սուրենի Ղալումյան؛ زادهٔ ۲۳ فوریهٔ ۱۹۵۸) یک سیاستمدار اهل ارمنستان است که از تاریخ ۲۰۰۳ تا تاریخ ۲۰۰۷ سمت نمایندگی دوره سوم مجلس ملی جمهوری ارمنستان را برعهده داشت.

## زندگی‌نامه
در ۲۳ فوریهٔ ۱۹۵۸ ‏در ایجوان به دنیا آمد و از دانشگاه دولتی اقتصاد ارمنستان فارغ‌التحصیل شد. 